# Leptostomias macronema
Leptostomias macronema és una espècie de peix de la família dels estòmids i de l'ordre dels estomiformes.

## Hàbitat
És un peix marí i d'aigües tropicals que viu entre 100-825 m de fondària.

## Distribució geogràfica
Es troba a les Hawaii.